# 佐藤健 (実業家)
佐藤 健（さとう たけし、1933年2月23日 - ）は、日本の経営者。三菱製紙社長、会長を務めた。

## 経歴・人物
東京都出身。1964年に東京大学農学部を卒業し、同年に三菱製紙に入社した。1997年に取締役、2000年6月に常務、2002年6月に専務を経て、2003年2月に社長に就任した。2009年6月に取締役相談役に就任。
2014年11月に旭日中綬章を受章。